# リップル (情報通信・アウトソーシング業)
リップル株式会社は千葉県船橋市に本社を置く、ITサポートのアウトソーシングやコールセンター業務を展開するラディックスグループの企業。

## 概要
- 企業理念は「事業発展のインフラであれ」。安心して利用できるインフラと本業に集中できる環境を顧客へ提供し、その価値を最大化することを目指す[2]。

## 沿革
- 2013年11月1日、熊本市にて会社設立。
- 2018年2月、船橋事業所開設。2月4日、「熊本市子育て支援優良企業」に認定される。5月、飯田橋事業所開設。
- 2019年6月、横浜事業所開設。同年10月2日、健康優良企業（銀の認定）を取得。
- 2020年1月、熊本BPOセンター開設。同年4月7日、千葉県より「“社員いきいき!元気な会社”宣言企業」として登録される。6月、船橋第二事業所開設。
- 2021年3月、情報システム部門のアウトソーシングサービス「Total IT Helper」の提供開始[3]。6月、千代田事業所開設。
- 2022年5月、柏事業所開設。7月、本社機能を熊本事業所から船橋事業所に変更。[4] [5][6]

## 事業内容
- BPOセンター、サポートセンター、コールセンターの運営
- レンタルオフィス事業（STAYUP横浜、STAYUP湘南藤沢の運営）
- サービスアシスト
- システムアシスト [7]

## 事業所

### 本社
千葉県船橋市本町2-1-34 船橋スカイビル2F

### 船橋事業所
千葉県船橋市本町2-1-1 船橋スクエア21 9F

### 熊本事業所
熊本県熊本市中央区辛島町3-20 NBF熊本ビル3F

### BPOセンター
熊本県熊本市中央区辛島町6-7 いちご熊本ビル5F

### 飯田橋事業所
東京都千代田区飯田橋1-5-10 新九段ビル1F

### 千代田事業所
東京都千代田区2-6-6 ヒューリック飯田橋ビル 4F

### 横浜事業所
神奈川県横浜市神奈川区栄町5-1 横浜クリエーションスクエア 14F

### 柏事業所
千葉県柏市旭町1-1-5 浜島ビル9F

### 西船橋事業所
千葉県船橋市葛飾町2-402-3 丸庄ビル3階

## 関連企業
- ラディックス株式会社
- RADIX・CG株式会社
- ライド株式会社
- リベラル株式会社
- ランテック株式会社
- 富士フイルムBI山梨株式会社